# منتخب فنلندا تحت 20 سنة لكرة القدم
منتخب فنلندا تحت 20 سنة لكرة القدم هو ممثل فنلندا الرسمي في المنافسات الدولية في كرة القدم في فئة كرة قدم تحت 20 سنة للرجال
، يديريه اتحاد فنلندا لكرة القدم.